# دهستان هولاسو
هولاسو، دهستانی از توابع بخش مرکزی شهرستان شاهین دژ واقع در استان آذربایجان غربی است. مرکز این دهستان، روستای هولاسو است این دهستان در شرق و جنوب شرق شهر شاهین دژ قرار دارد.

## جمعیت
طبق سرشماری سال ۱۳۸۵، تعداد ۲۶۳۷ خانوار شامل ۱۲۳۹۶ نفر در این دهستان ساکن بوده‌اند که از این تعداد ۶۰۶۷ نفر مرد و ۶۳۲۹ نفر آن‌ها زن بودند.